# Femboy

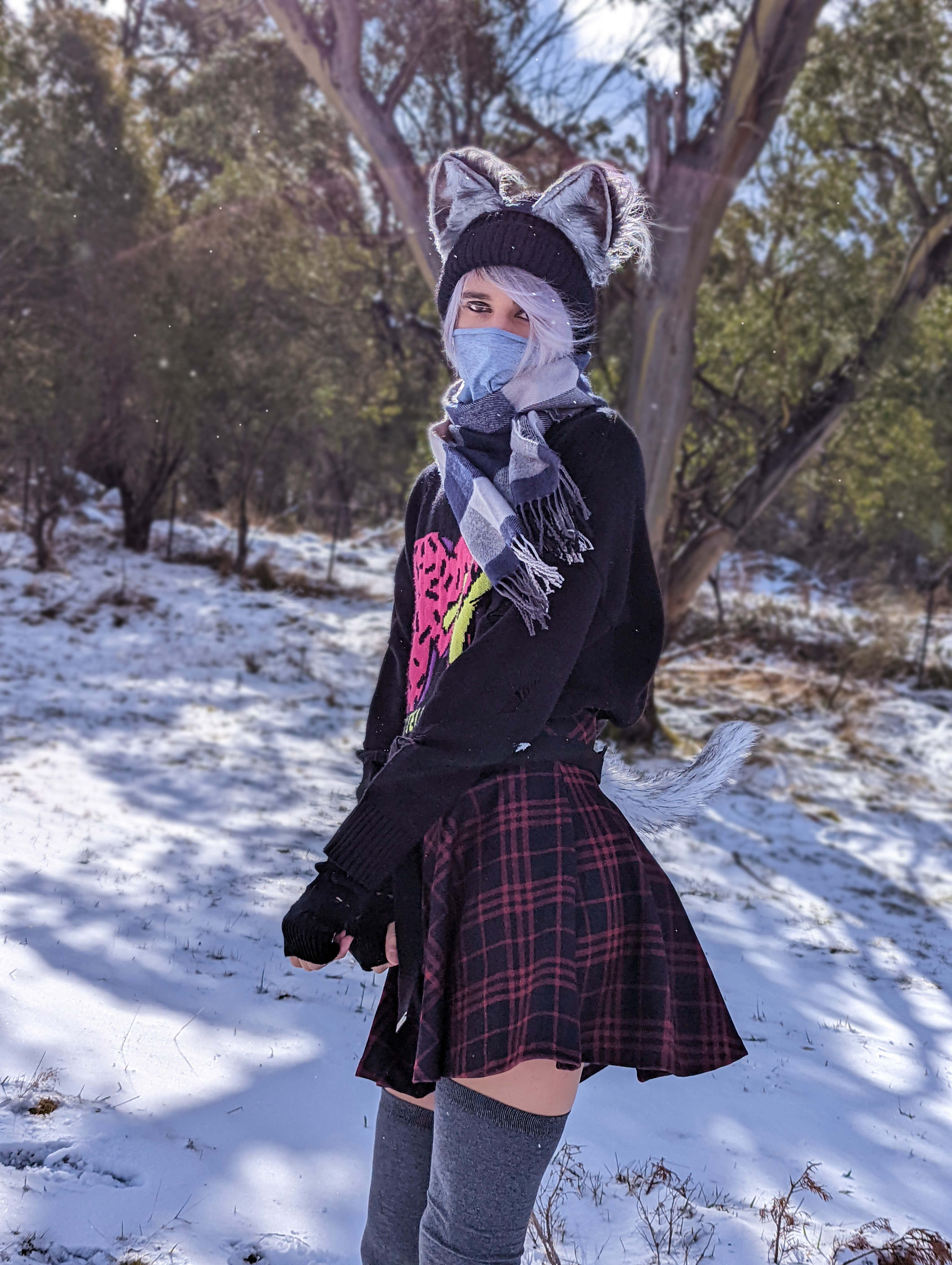
Một femboy

Femboy (/ˈfɛmbɔɪ/ ⓘ) là một tiếng lóng dùng để chỉ những người nam giới, thường là người hợp giới, thể hiện bản thân bằng các hành vi hoặc phong cách được xem là nữ tính theo truyền thống, hoặc – đặc biệt trong cách viết biến thể femboi – để chỉ những người chuyển giới nam hoặc những người đồng tính nữ mang phong cách nam tính (butch lesbians). Trong bối cảnh thẩm mỹ trên Internet, điều này có thể thể hiện qua việc đeo trang sức, mặc quần áo nữ tính, trang điểm hoặc có các hành vi nữ tính. Từ "femboy" có thể được sử dụng trong cả bối cảnh tình dục lẫn phi tình dục; nó không ám chỉ một xu hướng tính dục hay vai trò giới cụ thể nào.
Thuật ngữ này xuất hiện vào những năm 1990. Kể từ đó, nó đã trở nên phổ biến thông qua các diễn đàn trên Internet và mạng xã hội, khởi đầu từ 4chan rồi lan rộng sang các nền tảng khác như Reddit và TikTok, nơi các trào lưu hashtag như #femboyfriday đã thu hút sự chú ý của truyền thông. Trong lĩnh vực nghiên cứu về giới, thuật ngữ này cũng được sử dụng nhằm nhận diện cho những người chuyển giới; còn trong nghiên cứu về nội dung khiêu dâm, đây là một cách nhận diện vai trò phục tùng trong quan hệ tình dục và thể hiện những yếu tố thuộc về tưởng tượng tình dục.

## Đặc điểm

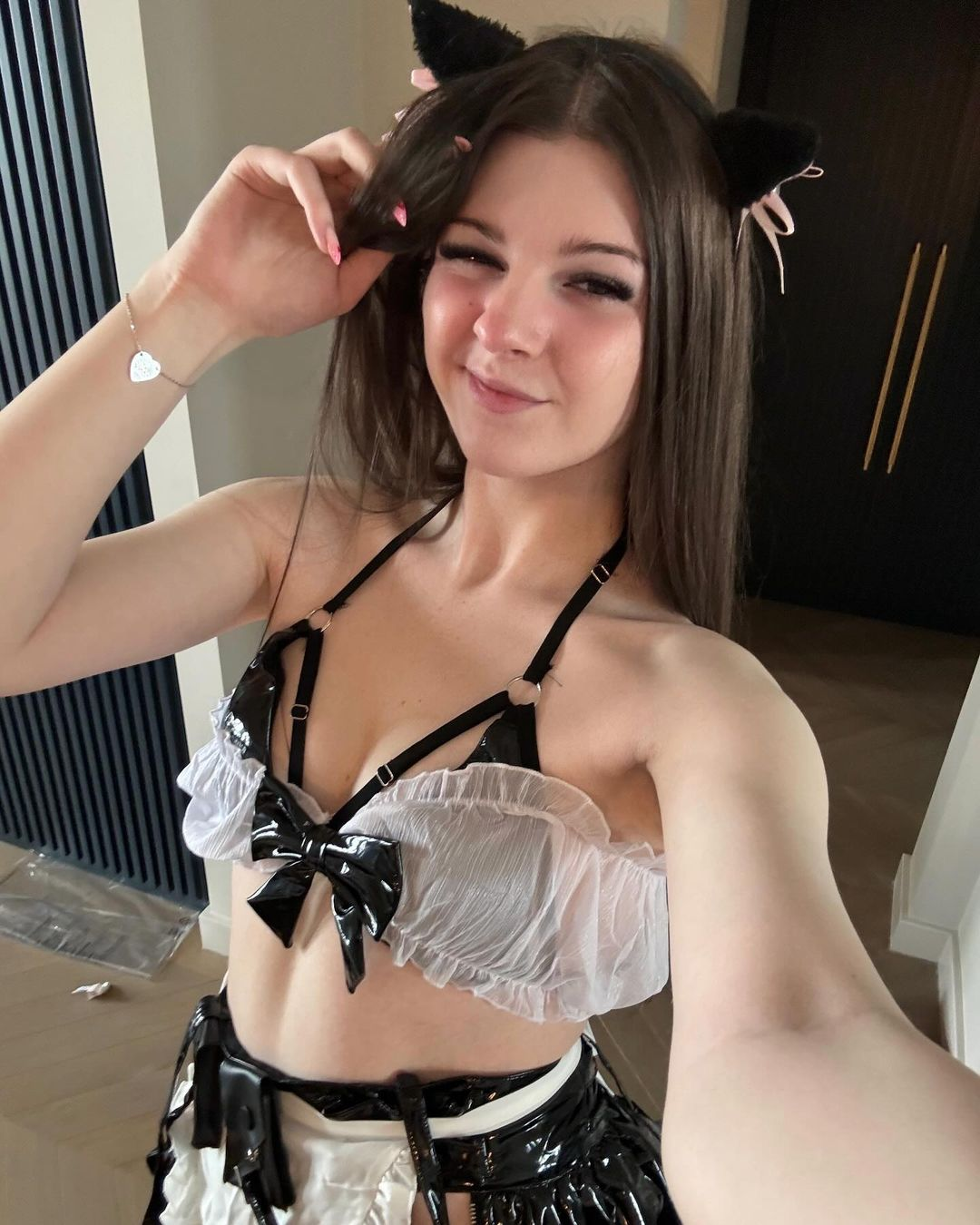
F1NN5TER.

## Hiện diện

Một lá cờ tự hào femboy được đề xuất

## Thuật ngữ